# パブロ・フォルラン
パブロ・フォルラン（Pablo Forlán, 1945年7月14日 - ）は、ウルグアイ・ソリアノ県出身の元サッカー選手。ポジションはディフェンダー。元ウルグアイ代表。

## 経歴
1963年にウルグアイのペニャロールでプロデビュー。
現役時代にプリメーラ・ディビシオン、コパ・リベルタドーレス、インターコンチネンタルカップ、サンパウロ州選手権の優勝を経験している。
ウルグアイ代表として2度FIFAワールドカップ（1966・1974年）に出場している。

## エピソード
- 息子であるディエゴ・フォルランもウルグアイ代表のサッカー選手で、パブロと同じくディエゴもペニャロールでプレーした。ディエゴがJリーグ・セレッソ大阪でプレーしていた際には、来日している[1]。

## タイトル
ペニャロール
- プリメーラ・ディビシオン : 1964, 1965, 1967, 1968
- コパ・リベルタドーレス : 1966
- インターコンチネンタルカップ : 1966

サンパウロ
- カンピオナート・パウリスタ : 1970, 1971, 1975